# Style bronze

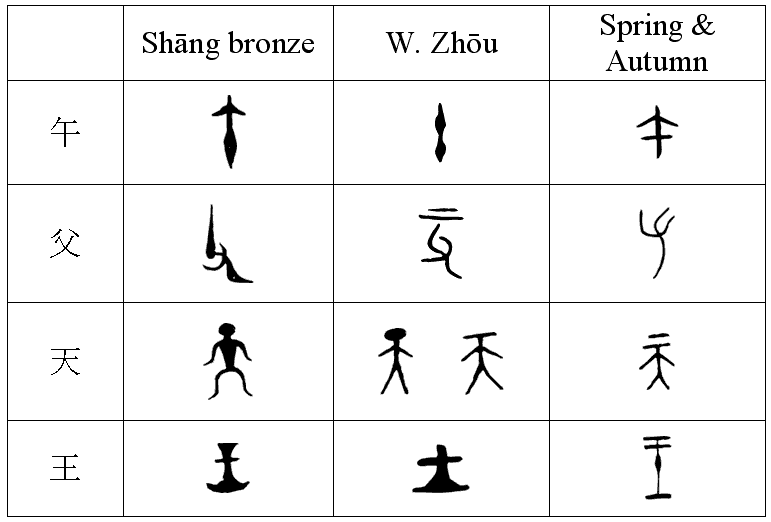
Linéarisation au fil du temps des caractères sur bronze.

Le style bronze (chinois : 金文 ; pinyin : Jīnwén ; litt. « écriture sur métal » aussi appelé 铭文 / 銘文, míngwén, « écriture inscrite » ou 钟鼎文 / 鐘鼎文, zhōngdǐngwén, « écriture sur zhongding ») est un style de calligraphie extrême-orientale créée par Xiaoshi, ministre du roi Cheng Tang de la dynastie des Shang. 
Il rédigea avec ses proches conseillers des caractères esthétiques dont le premier fut « coquille », en référence aux coquillages dont les habitants se servaient alors comme monnaie. Cette écriture est gravée dans le bronze.